# 1,4-diclorobutano
El 1,4-diclorobutano, llamado también cloruro de tetrametileno y 1,4-bis(cloranil)butano, es un compuesto orgánico de fórmula molecular C4H8Cl2. Es un haloalcano lineal de cuatro carbonos en donde un átomo de cloro está unido a cada uno de los carbonos terminales.

## Propiedades físicas y químicas
A temperatura ambiente, el 1,4-diclorobutano es un líquido incoloro con un suave olor agrable.
Tiene su punto de ebullición a 162 °C y su punto de fusión a -38 °C.
Posee una densidad mayor que la del agua (ρ = 1,160 g/cm³) y en estado gaseoso es 4,4 veces más denso que el aire. Su viscosidad a 20 °C es de 1,46 cP, superior a la del agua.
El valor estimado del logaritmo de su coeficiente de reparto, logP = 2,25, indica que es más soluble en disolventes apolares que en disolventes polares, siendo poco soluble en agua (0,24%).
Es incompatible con agentes oxidantes fuertes y con bases fuertes.

## Síntesis
El 1,4-diclorobutano se obtiene calentando tetrahidrofurano (THF) con ácido clorhídrico. En una primera reacción de sustitución, el tetrahidrofurano se convierte en 4-clorobutanol alifático, el cual se transforma en 1,4-diclorobutano por medio de una nueva reacción de sustitución:
La anterior reacción se puede llevar a cabo de forma continua en fase líquida a una temperatura de 14150 °C y una presión de 50 - 150 lbs/in2. El principal subproducto de esta reacción es 4,4'-diclorodibutil éter, el cual también puede ser convertido a 1,4-diclorobutano por calentamiento a 80 °C en presencia de un catalizador como cloruro férrico, cloruro de zinc, cloruro de antimonio, cloruro de bismuto o cloruro de aluminio. De manera similar se puede preparar 1,4-diclorobutano introduciendo cloruro de hidrógeno gaseoso en 4-butilenglicol a 70 - 110 °C de temperatura.
Asimismo, el 1,4-diclorobutano se puede obtener por cloración fotoquímica de 1-clorobutano en fase gas a 35 °C, si bien se forma solo un 17% de 1,4-diclorobutano junto a los otros isómeros de diclorobutano.

## Usos
El 1,4-diclorobutano se usa en síntesis orgánica, especialmente en la producción de adiponitrilo por reacción con cianuro de sodio; la posterior hidrogenación del adiponitrilo permite obtener 1,6-hexanodiamina, monómero para la fabricación del nylon-66.
Asimismo, la reacción de 1,4-diclorobutano con aminas primarias permite obtener aminas monocíclicas como pirrolidinas y piperidinas.
En esta misma línea, se usa para sintetizar heterociclos a partir de organoestannilaminas.
Por otra parte, la fosforilación de 1,4-diclorobutano con alquilfosfuros de litio sirve para preparar dialquilfosfinas.
Otros usos del 1,4-diclorobutano son como intermediario farmacéutico activo y como disolvente orgánico para voltamperometría de transferencia de iones en interfaz de agua.

## Precauciones
El 1,4-diclorobutano es un compuesto muy inflamable cuyos vapores pueden formar mezclas explosivas con el aire. Estos vapores pueden viajar hasta la fuente de ignición y regresar. El punto de inflamabilidad de este compuesto es 40 °C y su temperatura de autoignición 220 °C.